# Bidayuh

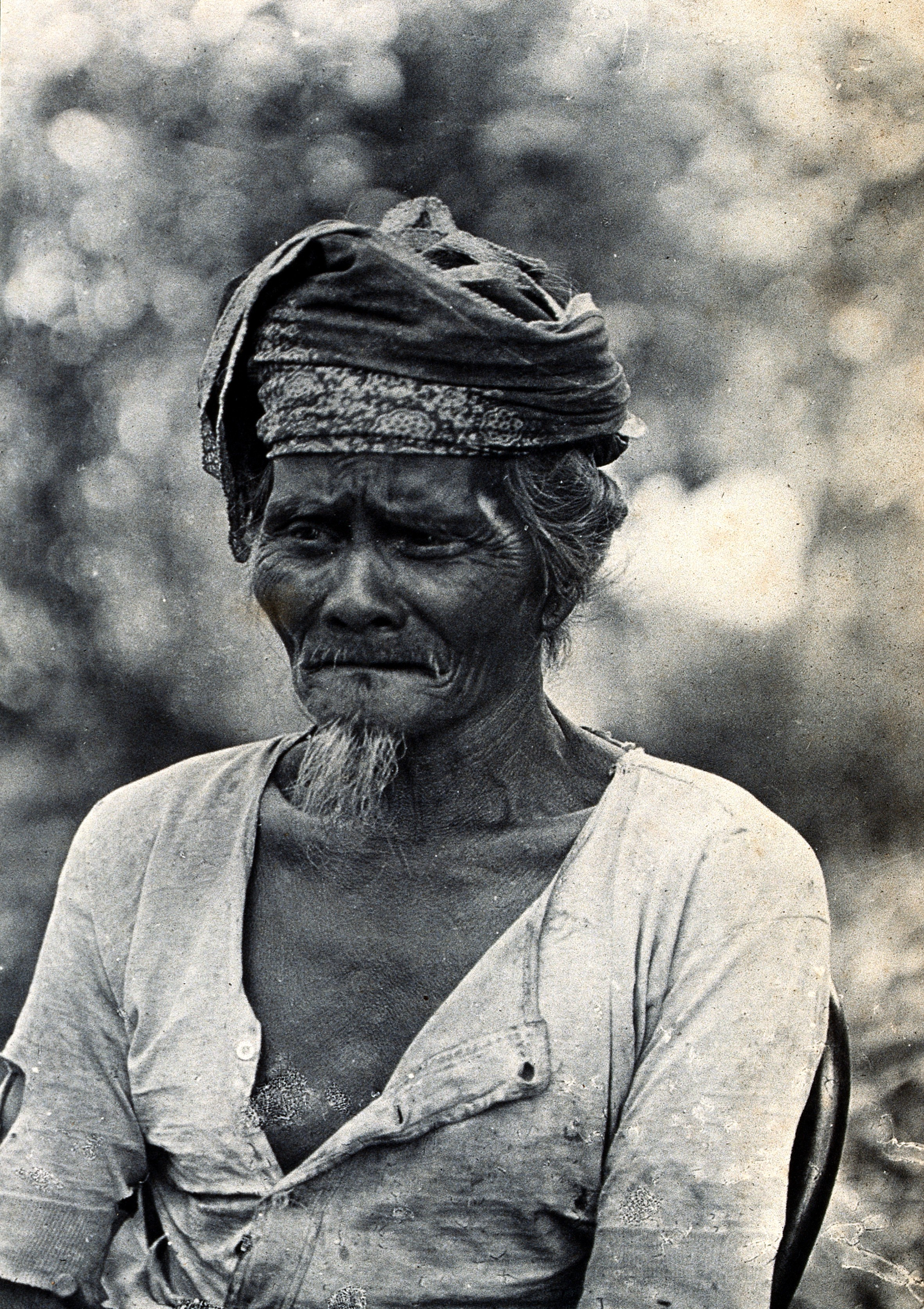
Chef bidayuh, au Sarawak.

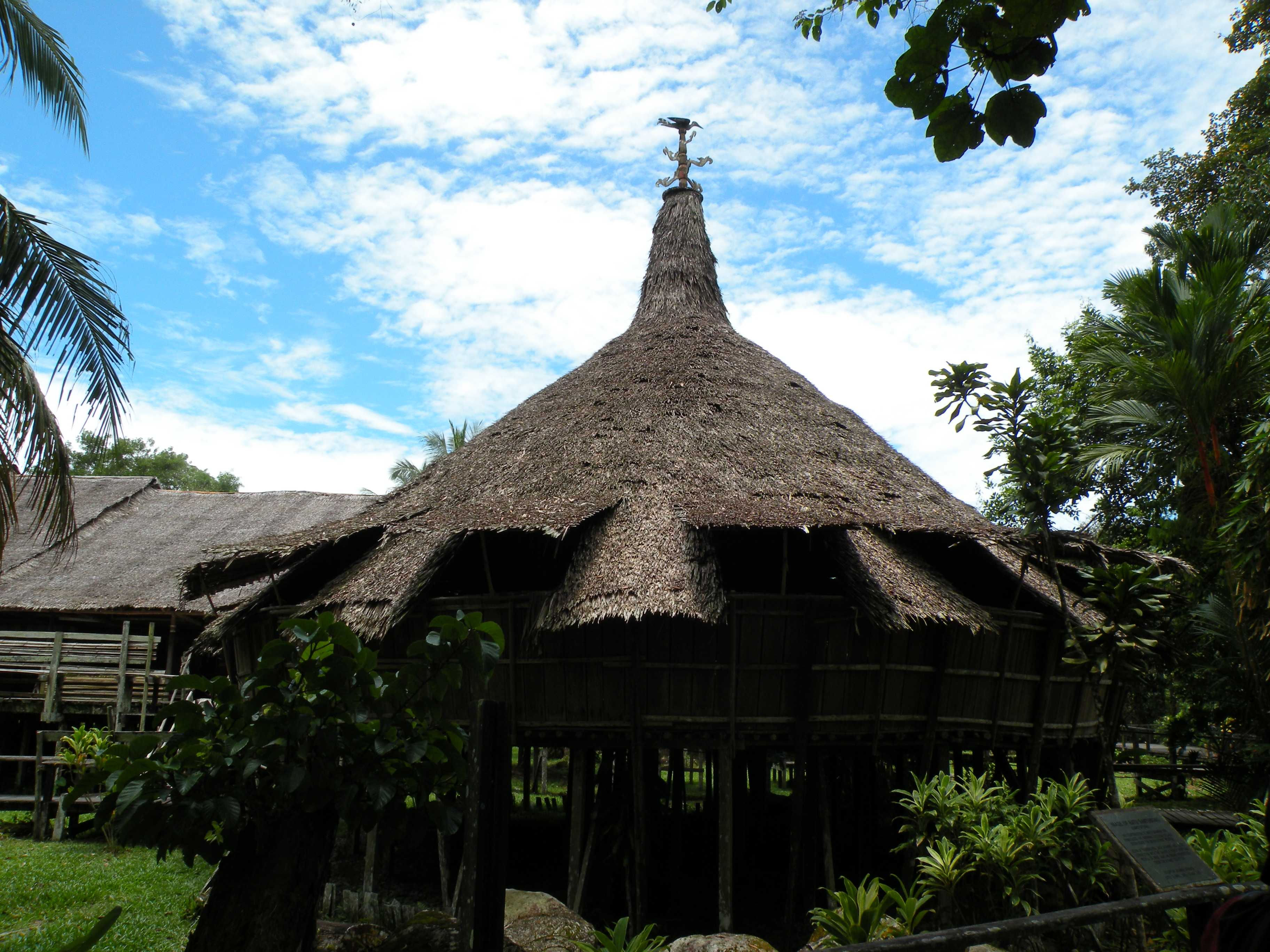
Maison traditionnelle bidayuh du Sarawak (reconstitution).

Bidayuh est le nom donné à plusieurs groupes indigènes de l'île de Bornéo, dans l’État du Sarawak en Malaisie et dans le Kalimantan occidental en Indonésie. Ceux-ci possèdent une culture et une langue proches (langues dayak des terres). Le mot Bidayuh signifie « habitant de la terre ». À l'époque du rajah blanc du Sarawak James Brooke, on les nommait Land Dayak. Avant le XXe siècle, ils étaient parfois nommés Klemantan. Ils constituent l'un des groupes indigènes les plus importants du Sarawak et du Kalimantan occidental et vivent dans des villages autour de Kuching et de Samarahan. Il s'agit du second groupe ethnique dayak au regard de la population après les Ibans.
En 2014, leur population était estimée à 205 900 personnes.
Ils sont à 81,43 % chrétiens, 11,6 % animistes, 2,39 % musulmans (et 4,09 % d'autres religions). Les Biatahs, vivant autour de Kuching sont pour la plupart anglicans. Les habitants de la zone située autour de la ville de Bau sont à majorité catholiques.
Les langues parlées sont diverses. Les Lundus parlent jagoi, salako et lara. Les Brataks, Singais, Krokongs et Jagois parlent le singai-jagoi. Les Penrissens parlent bisitang et bunuk. Les Siburans parlent biatah. Les Bidayuhs vivants autour de Serian parlent sadong. Plusieurs kampongs de Serian parlent bukar (par exemple, Kpg Taee). Les Bidayuhs de Padawan parlent plusieurs dialectes liés entre eux : le bi-anah, le pinyawa, le braang, le bia', le bisepug et l'emperoh (ou bipuruh).
Les cultures salako (ou selako) et lara sont répertoriées comme Bidayuhs par le gouvernement malaisien. Néanmoins, la langue salako fait partie de la même famille que celle des Ibans. La langue lara quant à elle quasiment inintelligible pour des Bidayuhs.
Les Bidayuh ont un héritage musical composé du différents types d'ensemble d'agung,. Leur danse traditionnelle se nomme ngiyar.
Parmi les Bidayuhs, on peut citer les personnalités suivantes : Dewi Liana Seriestha (Miss Talent au concours Miss Monde 2014), Pandelela Pamg (plongeuse médaillée olympique) et Richard Riot Jaem (ministre des ressources humaines de Malaisie).